# Inês Visconti
Inês Visconti (em italiano:  Agnese; Milão, 1362 — Mântua, 7 de fevereiro de 1391)foi senhora de Mântua como esposa de Francisco I Gonzaga. Foi executada devido as acusações do marido de ter cometido adultério.

## Família
Inês foi uma filha de Bernabé Visconti e de Beatriz Regina de Scala.
Inês teve 16 irmãos por parte de pai e mãe, além de diversos outros meio-irmãos por parte de pai. Algumas de suas irmãs legítimas incluíam: Tadeia Visconti, duquesa consorte de Baviera-Ingolstádio e mãe de Isabel da Baviera, Rainha de França; Viridis Visconti, duquesa consorte da Áustria como esposa de Leopoldo III; Valentina Visconti, rainha consorte de Chipre e rainha titular de Jerusalém por seu casamento com Pedro II de Chipre; Madalena Visconti, casada com Frederico de Baviera-Landshut, sendo duquesa consorte de Baviera-Landshut; Lúcia Visconti, antes de seu casamento com Edmundo Holando de Kent, foi considerada como noiva para Henrique Bolingbroke, o futuro rei Henrique IV de Inglaterra.
Seus avós paternos eram Estêvão Visconti, governante de Milão e Valentina Doria, e seus avós maternos eram Mastino II della Scala, Senhor de Verona, Vicenza e Pádua, e Tadeia da Carrara.
Seu pai, um déspota, em guerra contra o Papado, foi desposto em 1385 pelo seu sobrinho, João Galeácio Visconti, e aprisionado no Castelo de Trezzo sull'Adda, onde morreu envenenado, em 18 de setembro de 1385.

## Biografia
Aos treze anos de idade, Inês casou-se por procuração com Francisco, de doze, em 15 de agosto de 1375. Ele era filho de Luís II Gonzaga e de Alda d'Este.
Em 25 de dezembro de 1380, eles se casaram novamente. Por ocasião da união, ela ganhou de seus pais a obra Um Livro das História do Mundo, de Giovanni di Benedetto da Como. 
Inês trouxe consigo um dote que abrangia as cidades italianas de Parma, na Emília-Romanha, Cremona, Bréscia e Bérgamo, sendo as últimas três pertencentes a região da Lombardia, além de 50.000 escudos de ouro.
Seu marido a acusou de cometer adultério com Antonio da Scandiano, um cavaleiro. Porém, é possível que a história tenha sido uma fabricação de Francisco como uma solução efetiva para o rompimento da aliança com o pai de Inês, para que ele pudesse se aliar a João Galeácio Visconti.
Assim, ela e Antonio foram executados em Mântua, no dia 7 de fevereiro de 1391. Eles foram enterrados na Piazza Pallone, o pátio do Palácio Ducal, onde há uma placa que relembra sua morte.  

## Descendência
- Alda (m. 1405), foi casada com Francisco III de Carrara, senhor de Pádua, mas não teve filhos.